# Brachystelma perditum
Brachystelma perditum är en oleanderväxtart som beskrevs av Robert Allen Dyer. Brachystelma perditum ingår i släktet Brachystelma och familjen oleanderväxter. Inga underarter finns listade i Catalogue of Life.